# Ana Maria Stoppa
Ana Maria Stoppa (Santo André, 11 de junho de 1952) é uma escritora brasileira.  Publicou mais de 19 livros, tanto de poesia quanto de literatura infantil. 
É também ativista cultural na Região do Grande ABC, levando projetos de incentivo à leitura a escolas públicas. É cidadã honorária de Mauá desde 2013.

## Obra literária
Em 1989, reuniu poemas produzidas durante os anos 1980 na região do ABC, lugar de contestação e luta por direitos sociais, em seu primeiro livro, Diagnóstico. Contou com o apoio do Rotary International para esta primeira publicação e, em agradecimento, reverteu todo o dinheiro com ela arrecadado para a compra de vacinas na luta contra a poliomielite, no programa Polio Plus. Por este trabalho, foi-lhe concedida a medalha Paul Harris[carece de fontes?].
Após uma pausa de vinte anos, a partir de 2009 voltou à atividade literária. O universo infantil levou-a para atividades de voluntariado e assim começou a visitar escolas públicas para incentivar a leitura[carece de fontes?].
Em 2017 tornou-se membro da Academia de Letras da Grande São Paulo (Algrasp), onde ocupa a cadeira nove, do poeta Rinaldo Gissoni. Ainda é vice-presidente da Internacional Academia Literária ALPAS21, na qual é titular da cadeira nove.

## Prêmios
Em 2014, a Federação das Indústrias do Estado de São Paulo (FIESP) concedeu a ela o Prêmio Excelência Mulher[carece de fontes?]. Naquele mesmo ano, sua obra literária infantil venceu o Prêmio Internacional de Literatura Infantil e Poesia Maestro Egidio Cofano e o Prêmio Ponte Entre os Povos. 
Por seu trabalho comunitário de incentivo à leitura, recebeu Medalha do Mérito Comunitário Tobias de Aguiar, concedido pela Diretoria de Polícia Comunitária e de Direitos Humanos, da Polícia Militar do Estado de São Paulo.

## Polêmicas
Em 2017 Stoppa venceu o prêmio fotográfico italiano Gocce Di Memoria com a obra "Árvore dos anjos". Pouco tempo depois foi acusada de plágio pelo fotógrafo Eder Magalhães, que alegou ser o autor da imagem. A disputa foi judicializada por Magalhães em setembro de 2019. Após os advogados de Magalhães apresentarem provas de autoria da imagem, a defesa de Stoppa propôs um acordo em fevereiro de 2021.